# Гердт, Вальдемар
Вальдемар Гердт (нем. Waldemar Herdt, род. 28 ноября 1962 года) — немецкий предприниматель и с 2017 до 2021 года депутат 19 созыва парламента Германии (Бундестаг) от партии «Альтернатива для Германии» (с сентября 2017 года) из федеральной земли Нижняя Саксония. Характеризуется как пророссийский пропагандист и конспиролог.

## Биография
Родился 28 ноября 1962 года.
В 1984 году успешно окончил Институт сельского хозяйства в Казахской ССР и получил диплом аграрного инженера. В 1984—1985 служил в рядах Советской Армии. В 1989—1991 годах был 1-м секретарём ВЛКСМ в Казахстане. В 1991—1993 годах работал председателем колхоза в Казахстане.
В 1993 году переехал с семьёй в Германию, где работал в частном фермерском предприятии в Нойенкирхен-Фёрдене (Нижняя Саксония); с 1996 года — частный предприниматель в строительном и финансовом секторе. На выборах в 2017 году был избран в парламент Германии.
В 2024 выступил из партии АдГ.

## Политическая деятельность
В 2013 году Гердт вступил в консервативную христианскую партию (Partei Bibeltreuer Christen) и участвовал в деятельности федерального правления партии. В 2016 году вступил в партию Альтернатива для Германии (АдГ). В том же году Гердт был избран в муниципальный совет в Нойенкирхен-Фёрдене на местных выборах в Нижней Саксонии. С 2017 года — депутат Бундестага.
Гердт являлся членом комитета Бундестага по иностранным делам, членом комитета по правам человека и гуманитарной помощи, а также главным представителем фракции в подкомитете по предотвращению кризисов и конфликтов. Помимо работы в комитетах Бундестага, Гердт являлся представителем Нижней Саксонии в парламентской группе, членом-учредителем Группы изгнанных, переселенцев и немецких меньшинств при партии АдГ в Бундестаге, заместителем председателя рабочей группы по конфессиальным вопросам и представителем регионального христианского объединения при партии АдГ («Христиане в АдГ-Северный регион»). Будучи депутатом Бундестага от немецкой партии Альтернатива для Германии, был выдвинут кандидатом в Европарламент от латвийской Партии центра.
Активно выступает за признание общекрымского референдума 2014 года легитимным, а Крыма — российской территорией.
Является сторонником действий Александра Лукашенко в Белоруссии, поддерживая республиканский референдум.